# Àcid vaccènic
L'àcid vaccènic, de nom sistemàtic àcid (E)-octadec-11-enoic, és un àcid carboxílic monoinsaturat de cadena lineal amb devuit àtoms de carboni, la qual fórmula molecular és {\displaystyle {\ce {C18H34O2}}}. En bioquímica és considerat un àcid gras ω-7, ja que té el doble enllaç C=C situat entre el carboni 7 i el 8 començant per l'extrem oposat al grup carboxil, i se simbolitza per C18:1.

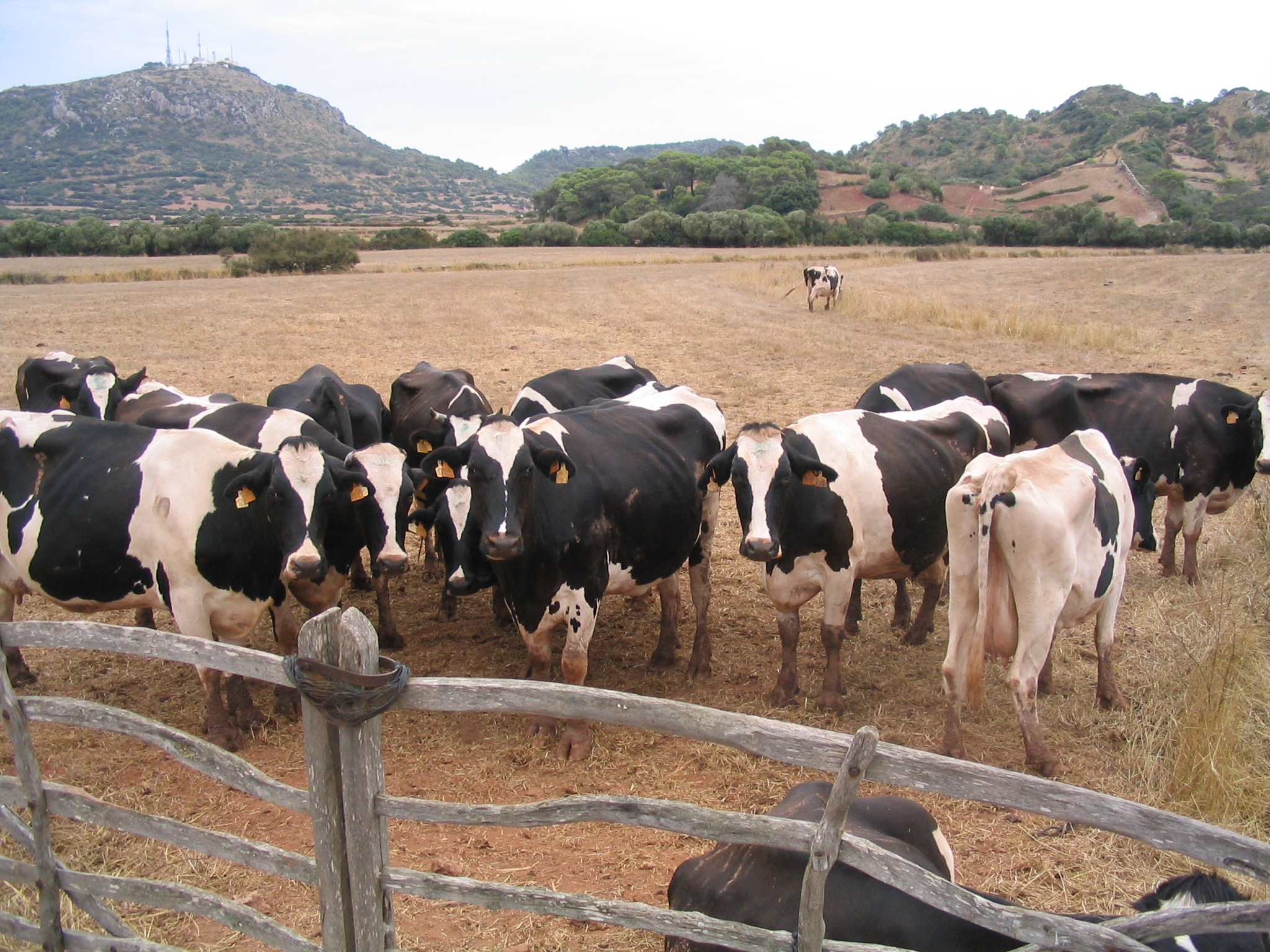
Vaques a Menorca

A baixes temperatures és un sòlid que fon a 14,5-15,5 °C. A molt baixa pressió, 0,4 mm Hg, bull a 158-163 °C. La seva densitat entre 4 °C i 20 °C val 0,880 g/cm³, i el seu índex de refracció 1,4598 a 25 °C. S'ha calculat que el seu pKa val aproximadament 4,9. Fou descobert el 1844 per Lerch en la mantega, i posteriorment el 1928 per S.H. Bertram en la llet de vaca. El seu nom comú, àcid vaccènic, prové del llatí vacca, vaca, ja que s'aïllà de la llet de vaca. És present en el greixos animals i absent en els olis vegetals.